# Thripomorpha asiatica
Thripomorpha asiatica är en tvåvingeart som beskrevs av Nina Krivosheina 2001. Thripomorpha asiatica ingår i släktet Thripomorpha och familjen dyngmyggor.
Artens utbredningsområde är Kazakstan. Inga underarter finns listade i Catalogue of Life.